# Игнатовци (Габровская область)
Игнатовци (болг. Игнатовци) — село в Болгарии. Находится в Габровской области, входит в общину Дряново. Население составляет 1 человек.

## Политическая ситуация
Кмет (мэр) общины Дряново — Иван Илиев Николов (независимый) по результатам выборов.